# Орден «За службу Батьківщині в Збройних Силах СРСР»
О́рден «За слу́жбу Батьківщи́ні в Збро́йних Си́лах СРСР»  — радянський військовий орден. Встановлений Указом Президії Верховної Ради СРСР від 28 жовтня 1974 року.

## Статут ордену
Орденом «За службу Батьківщині в Збройних Силах СРСР» нагороджуються військовослужбовці Радянської Армії, Військово-морського Флоту, прикордонних і внутрішніх військ:
- за успіхи, досягнуті в бойовій та політичній підготовці, підтримку високої бойової готовності і освоєння нової бойової техніки
- за високі показники в службовій діяльності за успішне виконання спеціальних завдань командування
- за відвагу і самовідданість, проявлені при виконання військового обов'язку
- за інші заслуги перед Батьківщиною під час служби в Збройних Силах СРСР.

Орден «За службу Батьківщині в Збройних Силах СРСР» мав три ступені. Вищим ступенем ордена є I ступінь.

## Історія ордену
Орден «За службу Батьківщині в Збройних Силах СРСР» — єдиний військовий орден, що з'явився в СРСР після закінчення війни. Він встановлений менш ніж через рік після появи ордена Трудової Слави, і є його аналогом: він також має три ступені і схожу систему пільг кавалерам всіх трьох ступенів. Крім того, нагородження цими орденами здійснювалося строго послідовно: від третього ступеня до першого. З десяти орденів СРСР, розділених на ступені, такий порядок нагородження мали тільки ці два ордени і орден Слави. Орден установлений за пропозицією Міністра оборони СРСР Маршала Радянського Союзу Гречка А. А..
Автор проекту ордену «За службу Батьківщині в Збройних Силах СРСР» — полковник запасу Пилипенко Л. Д., інженер Військової академії ім. Дзержинського. Орден виготовлявся на Ленінградському монетному дворі.

## Нагородження
Перше нагородження орденом відбулося 17 лютого 1975 року, напередодні Дня Радянської Армії і Військово-морського Флоту. Знаки ордену III ступеня були вручені великій групі офіцерів, генералів і адміралів за успіхи в підготовці військ та за освоєння нової техніки.
Орденом II ступеня Указом від 30 липня 1976 року вперше був нагороджений генерал-лейтенант І. В. Виноградов «за заслуги перед Радянською Армією і у зв'язку з 70-річчям з дня народження».
Повні кавалери ордена з'явилися в 1982 році, коли I ступінь ордена вручили генерал-полковнику І. Г. Завьялову, генерал-лейтенанту І. К. Колодяжному, генерал-майору В. П. Щербакову і капітану 1-го рангу В. О. Порошину.
Всього до кінця 1991 року орден III ступеня отримали 69,576 військовослужбовців, II ступені — 589, а орден I ступеня — лише 13.
Орден «За службу Батьківщині в Збройних Силах СРСР» I ступеня був найрідкіснішим орденом СРСР — рідкіснішим, ніж орден «Перемога» (20 нагороджень) і орден Ушакова I ступеня (47 нагороджень).

## Опис ордену
Знаком ордену I ступеня є дві схрещені чотириконечні зірки. Верхня зірка ордену виконана з позолоченого срібла і складена з променів, що розходяться. У її центрі — позолочена п'ятикутна зірка в срібному дубовому вінку на блакитному фоні, оточена білою емалевою стрічкою з написом золотими літерами: рос. «За службу Родине в ВС СССР» і зображенням серпа і молота; краї стрічки позолочені. Зірка і стрічка накладені на опуклих якір і крила з оксидованого срібла. Нижня чотириконечна зірка ордену покрита блакитною емаллю, краї зірки позолочені. На зірку накладені опуклі перехрещені зображення ракет з оксидованого срібла, їх головні і хвостові відсіки позолочені.
Знак II ступеня відрізняється від знаку I ступеня тим, що на верхній чотириконечній зірці позолочена тільки п'ятикутна зірочка.
Знак III ступеня цілком виконаний з срібла.
Орден носять на правій стороні грудей, кріплять до одягу за допомогою штифта з гайкою. Замість знаків ордену на повсякденній формі одягу передбачено носіння планок з шовковими стрічками блакитного кольору з жовтими смужками посередині: для I ступеня — одна смужка шириною 6 мм; для II ступеня — дві шириною по 3 мм, для III ступеня — три шириною по 2 мм.
Орден «За Службу Батьківщині в Збройних Силах СРСР» носиться на правій стороні грудей після ордена Червоної Зірки і розташовується в порядку старшинства ступенів.

## Повні кавалери ордена
1. Агапов Борис Миколайович, полковник держбезпеки
2. Ачалов Владислав Олексійович, генерал-полковник
3. Байдуков Георгій Пилипович, генерал-полковник авіації
4. Бобровський Альберт Іванович, генерал-лейтенант авіації
5. Верьовкін Олександр Семенович, генерал-майор внутрішніх військ
6. Зав'ялов Іван Григорович, генерал-полковник
7. Казаков Олександр Костянтинович, капітан 1-го рангу
8. Колодяжний Іван Костянтинович, генерал-майор
9. Лошкарьов Геннадій Костянтинович, полковник
10. Орлов Юрій Михайлович, полковник
11. Порошин Василь Олексійович, капітан 1-го рангу
12. Сергеєв Валерій Миколайович, контр-адмірал
13. Щербаков Василь Петрович, генерал-майор